# Weissia macrospora
Weissia macrospora är en bladmossart som beskrevs av Jules Cardot och Potier de la Varde in Potier de la Varde 1922. Weissia macrospora ingår i släktet krusmossor, och familjen Pottiaceae. Inga underarter finns listade i Catalogue of Life.